# Distretto di Yatsuka
Il distretto di Yatsuka (八束郡, Yatsuka-gun?) era uno dei distretti della prefettura di Shimane, in Giappone.
Prima della soppressione, ne faceva parte solo la cittadina di Higashiizumo. Il 1º agosto 2011, Higashiizumo è stata assorbita dalla municipalità di Matsue e, a partire da tale data, il distretto di Yatsuka ha cessato di esistere.